# Télévision suisse romande
 (août 2022).
 (août 2022).
La Télévision suisse romande (TSR) était, jusqu'en 2012, une division d'unité d'entreprise de la Radio télévision suisse (RTS) du groupe audiovisuel public suisse SRG SSR chargée de la production et de la diffusion de programmes de télévision de langue française en Suisse.

## Histoire
- 1949 à 1951 : premières démonstration de télévision avec la RTF à Genève en 1949 et Philips à Lausanne en 1951[1].
- Juin 1952 : formation d'une équipe expérimentale de télévision à Genève, issue de Radio Genève, à Genthod puis à la Villa Mon-Repos au parc de la Perle du Lac[2].
- 28 janvier 1954 : première émission de la Télévision genevoise expérimentale[3].
- 3 mars 1954 : début des émissions régulières cinq fois par semaine[2].
- 1er novembre 1954 : première émission de la Télévision suisse romande, qui remplace la Télévision genevoise[2],[3].
- 7 décembre 1961 au 10 décembre 1964 : émission littéraire mensuelle A livre ouvert réalisée par Maurice Huelin, consacrée aux auteurs suisses. Elle est diffusée le vendredi à 21h45, puis à partir d'octobre 1963, le jeudi à 21h30. L'émission présente des livres avec interviews d'écrivains[4].
- 1965 : Introduction de la publicité le 1er février. Le 24 avril 1964, le Conseil fédéral autorise la diffusion de publicités malgré l'opposition de la Gauche. Des restrictions sont néanmoins introduites : pas de publicité pour l'alcool, le tabac et les médicaments. La télévision ne pouvait diffuser que 12 minutes de publicité par jour, du lundi au samedi. Les spots se succédaient à partir de 19h, en 3 blocs de 4 minutes chacun. À cette époque la Suisse comptait environ 500 000 postes de télévision et le premier spot publicitaire ventait les mérites d'une voiture, l'Opel Kadett. Au cours des années, la durée des publicités a augmenté pour atteindre 20 minutes par jour en 1985[5] et 12 minutes par heure en 1992[6].
- 1965 : fin des relâches du mardi.
- 1968 : introduction de la couleur.
- 1972 : installation dans la nouvelle tour à Genève où sont également conservées les archives de la TSR.
- 1982 : déplacement du Téléjournal à Genève.
- 1984 : création de la chaîne francophone TV5.
- 1987 : les émissions commencent à midi.
- 1993 : création de Suisse 4.
- 1994 : pour les 40 ans de la TSR, la façade de la tour a été garnie d'une fresque, qui entra dans le Guinness des records.
- 1996 : pour les JO d'Atlanta, la TSR entre également dans le Guinness des records pour l'émission la plus longue, de la durée des JO.
- 1997 : changement de Suisse 4 en TSR2.
- 2001 : introduction du traitement numérique des images.
- 2001 : création de tsr.ch et début de la visualisation d'émission sur Internet.
- 2005 : introduction de la télévision numérique terrestre.
- 2005 : création du site des archives de la TSR.
- 2006 : nouvelle identité visuelle : un grand S bleu/orange/rouge pour tsr info remplace les anciens dés.
- 25 juin 2007 : arrêt de la diffusion analogique hertzienne en Suisse romande (excepté le Valais) au profit de la diffusion numérique.
- 3 décembre 2007 : lancement de la chaîne en haute définition HD suisse.
- 28 février 2008 : la diffusion numérique est également mis en place dans le Chablais vaudois et en Valais.
- 19 mars 2009 : la SRG SSR idée suisse annonce que la Télévision suisse romande et la Radio suisse romande fusionneront.
- 1er janvier 2010 : la TSR fusionne avec la RSR afin de créer la Radio télévision suisse (RTS).
- 29 février 2012 : introduction de la diffusion en haute définition (HD) de toutes les chaînes[7].
- Septembre 2012 : les speakerines sont supprimées du programme.

## Identité visuelle (logo)

Logo de la TSR de septembre 1958[8] à 1976.
Logo de la TSR de 1977 au 6 janvier 1985.
Logo de la RTSR du 7 janvier 1985[9] au 4 janvier 1987.
Logo de la TSR du 5 janvier 1987[10] au 26 août 1990.
Logo de la TSR du 27 août 1990[11] au 31 août 1997.
Logo de la TSR du 1er septembre 1997 au 8 janvier 2006.
Logo de la TSR du 9 janvier 2006 au 28 février 2012.

## Organisation

### Direction
Directeurs :
- Frank Tappolet : 1954-1958.
- René Schenker : 1958-1973.
- Alexandre Burger : 1973-1982.
- Jean Dumur : 1982-1986.
- Guillaume Chenevièvre : 1986-2001.
- Gilles Marchand : depuis 2001 (Directeur de la Radio télévision suisse depuis le 1er janvier 2010 après la fusion avec la Radio suisse romande).

Directeurs des programmes :
- Raymond Vouillamoz : 1993-2003.
- Yves Ménestrier et Gilles Pache : depuis 2003.

### Siège

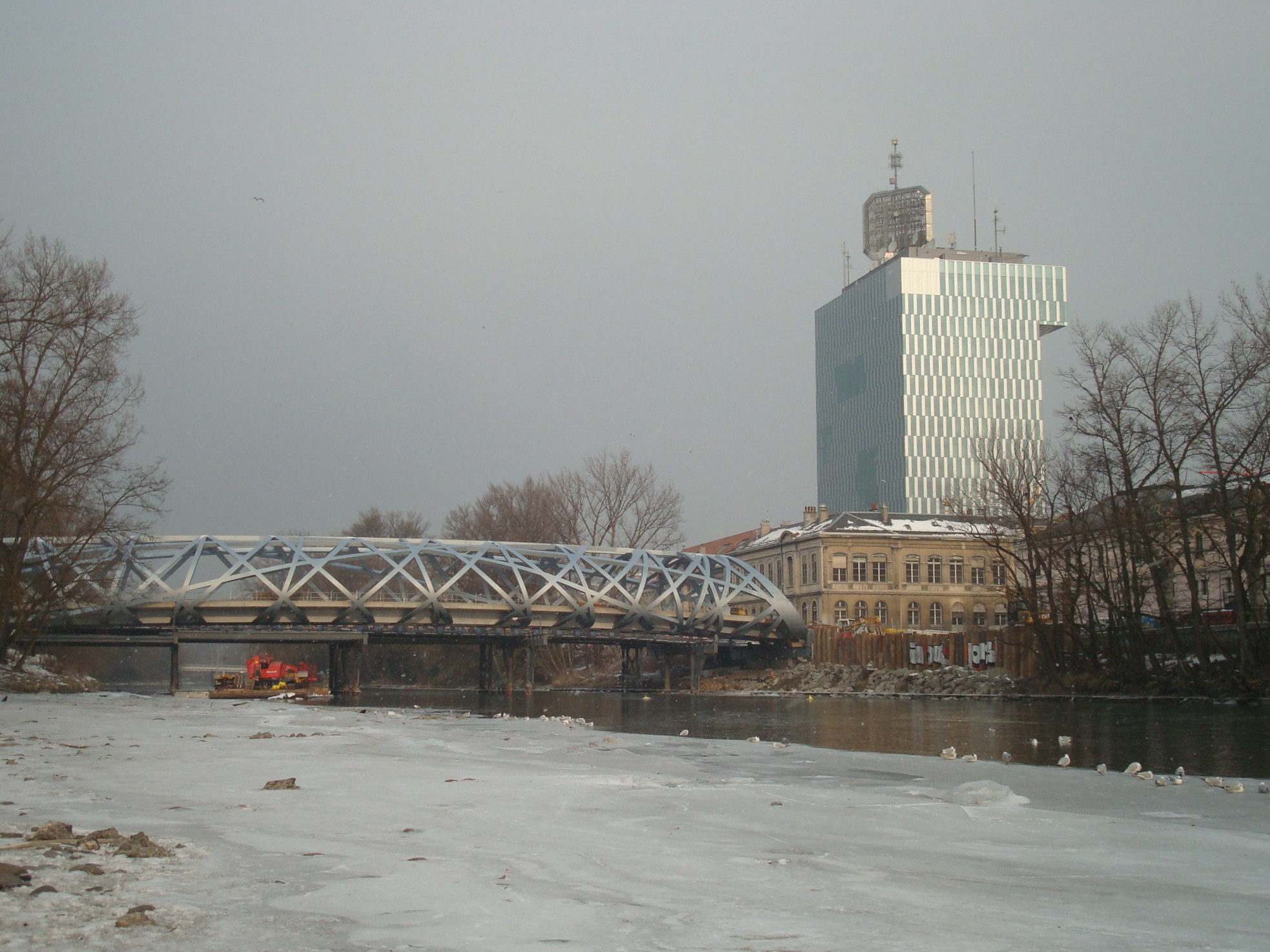
La tour de la Télévision suisse romande sur les bords de l'Arve.

Le siège de la TSR est une tour de 17 étages située 20 quai Ernest Ansermet à Genève. Plusieurs autres bâtiments forment avec la tour le site de la TSR. La TSR occupe aussi un bâtiment à Meyrin (périphérie de Genève) pour ses moyens de productions mobiles. Elle dispose en plus de rédactions régionales à Lausanne, Sion, Moutier, Fribourg et Neuchâtel.
La tour de la Télévision suisse romande a été vidée de ses occupants en 2005 pour cause de désamiantage. Les travaux se sont achevés fin 2009.

### Capital
La TSR est une division d'unité d'entreprise à 100 % de la Société suisse de radiodiffusion et télévision SRG SSR dont le siège est à Berne.

## Activités

### Chaînes de télévision
- TSR 1
- TSR 2

### Diffusion

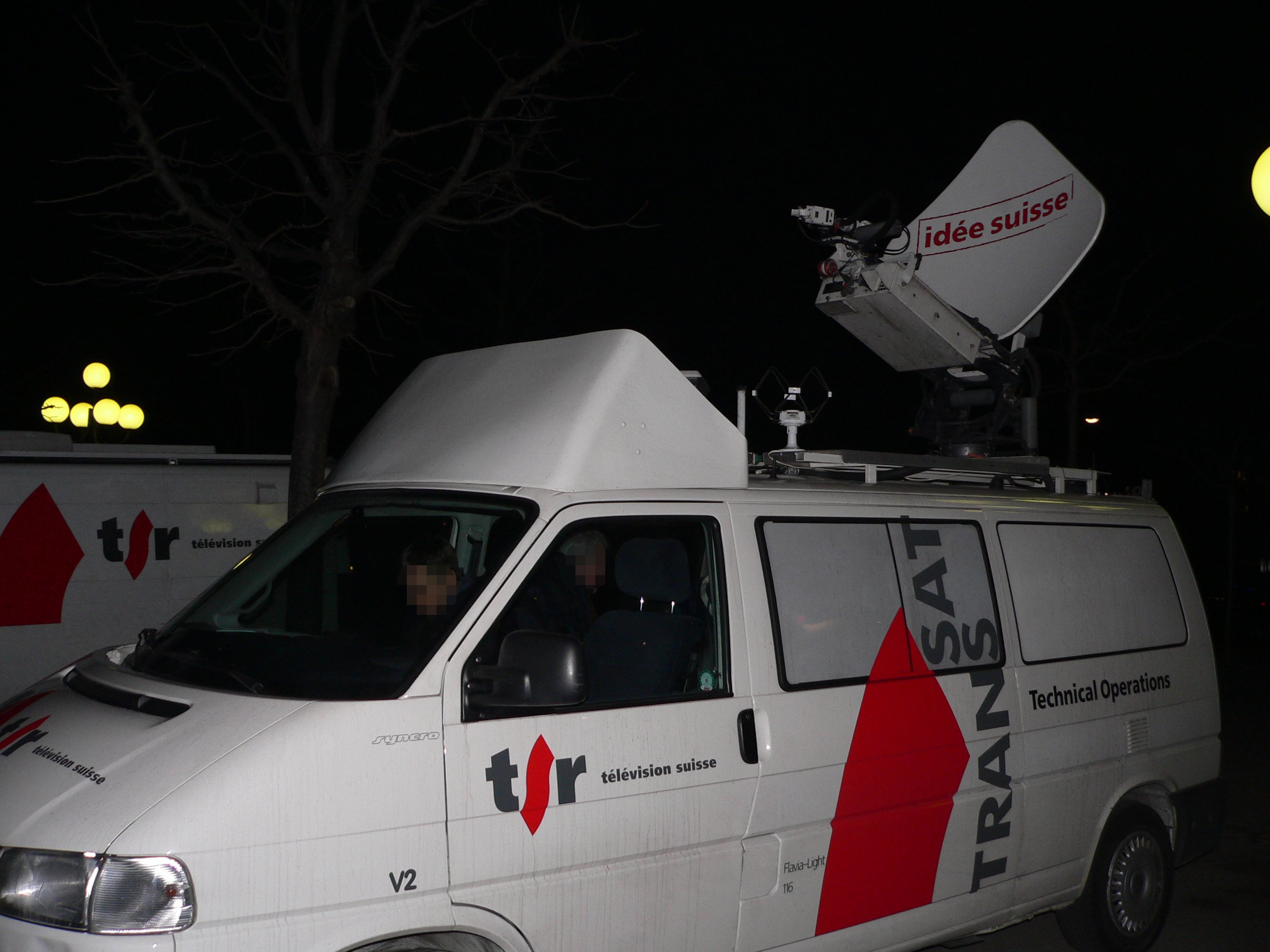
Camion de la TSR.

- Par la télévision numérique terrestre en Suisse romande pour les deux canaux et pour TSR1 en Suisse alémanique et en Suisse italienne.
- Par le satellite Hot Bird (carte SatAccess nécessaire pour décrypter le signal mais n'est distribuée qu'aux personnes domiciliées en Suisse ainsi qu'aux citoyens suisses résidant à l'étranger).
- En HD dès le 29 février 2012[7], sauf en TNT. Les chaînes seront alors renommées RTS 1 et RTS 2. La diffusion en définition standard sera maintenue en parallèle jusqu'en 2015 sur le câble et le satellite (simulcast).
- Émissions également captées et suivies dans le centre-est de la France (certaines parties de l'Alsace, de la Franche-Comté, de la Bourgogne et de Rhône-Alpes).
- Certaines émissions sont diffusées sur TV5 Monde.
- Programme d'information sur internet via tsrinfo.
- Son site web diffuse un bon nombre d'émissions.

### Site internet
- tsr.ch

### Production
- TSR Production